# Niklas Römer
Niklas Römer (Dormagen, 7 maggio 1988) è un ex giocatore di football americano tedesco, che ha giocato come wide receiver.
Dopo aver giocato per le giovanili dei Neuss Frogs si trasferisce nel 2008 ai Cologne Falcons e successivamente  ai Düsseldorf Panther. Dal 2023 si unisce ai New Yorker Lions, coi quali gioca fino all'annuncio del ritiro nel 2019. Nel 2023 torna in campo, nuovamente con i Lions, mentre è anche allenatore dei ricevitori della squadra di Braunschweig.
È figlio dell'ex calciatore Dirk Römer.

## Palmarès
- 2 Europeo (2010, 2014)
- 4 BIG6 European Football League (New Yorker Lions: 2015, 2016, 2017, 2018)
- 5 German Bowl (New Yorker Lions: 2013, 2014, 2015, 2016, 2019)